# Carnaval de Rio 2011
Le Carnaval de Rio 2011 regroupe les festivités organisées à l'occasion du carnaval à Rio de Janeiro au Brésil de février à mars 2011. L'apogée du festival a lieu les 6 et 7 mars 2011 avec le défilé des écoles de samba du Groupe Spécial au Sambadrome Marquês de Sapucaí. Milton Rodrigues est le Rei Momo qui gouverne la ville pendant le carnaval. C'est Beija-Flor de Nilópolis qui remporte le carnaval pour la 12e fois de son histoire, devant Unidos da tijuca. L'édition est marquée par l'incendie de la Cité de la samba et la destruction de matériel pour trois des écoles engagées dans le Groupe Spécial, ce qui implique qu'aucune école n'est reléguée.

## Groupe Spécial
Le Groupe Spécial est composé de 12 écoles, qui défilent durant les nuits des 6 et 7 mars. Le défilé de chaque école doit durer entre 65 et 82 minutes sous peine de se voir infliger des pénalités. Les 50 juges se trouvent dans 5 cabines situées le long du parcours ; il y a 5 juges pour chaque critère. Le défilé des Champions, composé des 6 écoles les mieux notées, a lieu le samedi 12 mars.

### Écoles de samba participantes (Dans l'ordre de défilement)

#### Dimanche
- São Clemente (à 21 h) : Promu du Groupe d'Accession
- Imperatriz Leopoldinense (entre 22h05 et 22h22)
- Portela[2] (entre 23h10 et 23h40)
- Unidos da tijuca (entre 0h15 et 1h06) : Championne en titre
- Unidos de Vila Isabel (entre 1h20 et 2h28)
- Estação Primeira de Mangueira (entre 2h25 et 3h40)

#### Lundi
- União da Ilha do Governador (à 21 h)
- Acadêmicos do Salgueiro (entre 22h05 et 22h22)
- Mocidade Independente de Padre Miguel[2] (entre 23h10 et 23h40)
- Acadêmicos do Grande Rio (entre 0h15 et 1h06) : Vice-championne en titre
- Unidos do Porto da Pedra (entre 1h20 et 2h28)
- Beija-Flor de Nilópolis (entre 2h25 et 3h40)

Les heures entre parenthèses correspondent aux horaires de départs autorisés.

### Samba de Enredo
| Piste | École            | Titre                                                                  | Auteur | Interprète                              |
| ----- | ---------------- | ---------------------------------------------------------------------- | --- | --------------------------------------- |
| 1     | UNIDOS DA TIJUCA | "Esta noite levarei sua alma"                                          | Júlio Alves e Totonho | Bruno Ribas                             |
| 2     | GRANDE RIO       | "Y-Jurerê Mirim - A Encantadora Ilha das Bruxas (Um conto de Cascaes)" | Edispuma, Licinho Júnior, Marcelinho Santos e Foca | Wantuir                                 |
| 3     | BEIJA-FLOR       | "Roberto Carlos: a Simplicidade de um Rei"                             | Samir Trindade, Serginho Aguiar, JR Beija Flor, Sidney de Pilares, Jorginho Moreira et Théo M. Neto                                                                                            | Neguinho da Beija-Flor                  |
| 4     | VILA ISABEL      | "Mitos e Histórias Entrelaçadas pelos Fios de Cabelo"                  | Andre Diniz, Leonel, Prof. Wladimir, Arthur das Ferragens e Pinguim | Tinga                                   |
| 5     | SALGUEIRO        | "Salgueiro Apresenta: O Rio no cinema!"                                | Dudu Botelho, Miudinho, Anderson Benson e Luiz Pião | Quinho Serginho do Porto Leonardo Bessa |
| 6     | MANGUEIRA        | "O filho fiel, sempre Mangueira"                                       | Aílton, Cesinha Maluco, Alemão do Cavaco, Xavier, Pê, Zé Rifai e Baiano | Luizito Zé Paulo Ciganerey              |
| 7     | MOCIDADE         | "Parábola dos Divinos Semeadores"                                      | J. Giovanni, Zé Glória e Hugo Reis | Nêgo                                    |
| 8     | IMPERATRIZ       | "A Imperatriz adverte: sambar faz bem à saúde"                         | Flavinho, Me leva, Gil Branco, Tião Pinheiro e Drummond | Dominguinhos do Estácio                 |
| 9     | PORTELA          | "Rio, azul da cor do mar"                                              | Wanderley Monteiro, Gilsinho, Luiz Carlos Máximo, Júnior Scafura e Naldo | Gilsinho                                |
| 10    | PORTO DA PEDRA   | "O sonho sempre vem pra quem sonhar..."                                | Bira, Robinho, Diego Ferreiro e Porkinho | Luizinho Andanças                       |
| 11    | UNIÃO DA ILHA    | "O Mistério da Vida"                                                   | Gugu das Candongas, Marquinhus do Banjo, João Paulo, Márcio André Filho, Arlindo Neto e Ito Melodia                                                                                            | Ito Melodia                             |
| 12    | SÃO CLEMENTE     | "O seu, o meu, o nosso Rio, abençoado por Deus e bonito por natureza"  | Ricardo Góes, Ronaldo Soares, FM, Grey, Serginho Machado, Flavinho Segal, Helinho 107, Claudio Filé, Armandinho do Cavaco, Nelson Amatuzzi, Fabio Portugal, Rodrigo Maia, J.J. Santos e Xandão | Igor Sorriso                            |

### L'incendie de la Cité de la samba

#### L'évènement
Lundi 7 février 2011 au matin, un incendie s'est déclaré dans un des bâtiments de la Cité de la Samba à Rio. Ce quartier regroupe des bâtiments que se partagent les écoles de samba pour confectionner les chars et les costumes du carnaval. Cela est vécu comme un évènement national : les hélicoptères des chaines de télévision diffusent des images de l'incendie en direct, et tous les journaux nationaux font leur une sur ce sujet.

#### Les dégâts
Le bâtiment sinistré regroupe alors les ateliers des écoles de Grande Rio (vice-championne l'année précédente), Uniao da Ilha et Portela. Les pertes financières sont estimées à 20 millions de Reais, environ 9 millions d'euros. Grande Rio est l'école la plus durement touchée avec plus de 90 % de matériaux brulés, 8 chars sur 9 et 4 000 costumes détruits pour une valeur estimée à 7 millions de Reais, environ 3,5 millions d'euros.

#### Les solutions
Malgré les dégâts, le défilé est maintenu. La seule chose qui n'a pas brûlé, c'est notre envie de défiler déclara Helio de Oliveira le président de Grande Rio le jour même de l'incendie.
Le maire de Rio, Eduardo Paes, annonce que la Cité de la samba commencerait à être reconstruite dès cette semaine et promet 650 000 euros d'aide exceptionnelle.
Exceptionnellement, aucune des 12 écoles du groupe spécial ne sera relégué au terme du défilé. Après avoir annoncé que les écoles touchées ne seraient pas notées, la LIESA annonce que des notes seront données aux éléments qui seront présentés.

### Les écoles en détail
Les écoles touchées par l'incendie ont été spécialement acclamées lors de leur passage. Une minute de silence a même eu lieu durant le passage de Portela.

#### Sao Clemente
Le défilé de Sao Clemente débute à 21h10 le dimanche 6 mars 2011 et lance donc le carnaval du Groupe Spécial. Il est composé de 32 ailes, sept chars et 3300 participants. Sao Clemente rend hommage à la ville de Rio avec son thème "Mon, ton, Notre Rio, béni pas les dieux".

#### Imperatriz
Domiguinhos do Estácio réalise son 40e carnaval en tant qu'interprète. Un hommage lui est rendu au terme du défilé. Luíza Brunet participe quant à elle à son 15e défilé en tant que Madrinha de batterie Juste après le départ de la comissão de frente, un incendie s'est déclaré sur un char faisant toutefois plus de peur que de mal. Ce sont 3 800 participants qui défilent pour cette école.

#### Portela
Le joueur de football de l'équipe du Brésil Ronaldinho défile avec l'école de Portela. Le défilé comporte 32 ailes, 8 chars, et 4 000 participants. L'école ne concourt pas pour le titre, puisqu'elle fait partie des écoles touchées par l'incendie de février.

#### Unidos da Tijuca
L'école championne, avec ses 31 ailes, 6 chars allégoriques, et ses 3 598 participants traite le thème de la peur au cinéma avec l'enredo "Ce soir je vais prendre ton âme.". C'est au soir de la première journée, l'école favorite à sa succession, notamment, et pour la seconde année consécutive, une commission de frente novatrice, comprenant des effets d'illusions.

#### Unidos de Vila Isabel
Le 17 février 2011, la top-model Gisele Bündchen annonce qu'elle va défiler sur le dernier char de l'école Unidos de Vila Isabel,. Elle comprend 4000 participants et 32 ailes.

#### Mangueira
Mangueira est la dernière école de la première nuit à défiler. Elle commence son passage avec une demi-heure de retard à cause d'un problème pour faire entrer le premier char sur l'avenue. Elle rend hommage au chanteur brésilien Nelson Cavaquinho .

#### União da Ilha
União da Ilha est la première école du 2e jour à défiler. Étant concernée par l'incendie de février, elle est hors concours. Le thème choisi est le "mystère de la vie". Le défilé comprend 32 ailes, 8 chars, et 35 000 participants, dont Edouardo Paes, le maire de Rio de Janeiro.

#### Salgueiro
Le défilé est composé de 4 100 participants divisés en 38 ailes. Le thème choisi est "Rio au cinéma". Un char bloqué à l'entrée de l'avenue provoque un retard de 10 minutes sur le temps réglementaire (1h22) qui anéantit les chances de titre pour l'école donnée dans les favorites. En effet, un dixième de point pour chaque minute de retard est déduit de la moyenne totale. 

#### Mocidade
Le défilé de Mocidade Independente de Padre Miguel comporte 3 800 participants dans 41 ailes.

#### Grande Rio
Avec son thème sur Florianópolis, « une île enchantée », la capitale de l'État de Santa Catarina, Acadêmicos do Grande Rio a pour ambition de remporter le carnaval, notamment après ses trois titres de vice-championne au cours des 5 dernières années. Mais l'école, la plus touchée par l'incendie, n'est pas noté exceptionnellement.

#### Beija-Flor
La dernière école à défiler comprend 51 ailes, 8 char allégoriques et 3 900 participants. Roberto Carlos, dont le défilé est en l'honneur, se trouve sur le dernier char.

### Résultats
Les écoles sont notées par 50 juges répartis dans 5 cabines situées tout le long du parcours (4 sur le côté droit et une sur le côté gauche) . Les notes extrêmes pour chaque critère et chaque école ne sont pas prises en compte (en gras dans le tableau ci-dessous).
Les notes sont dévoilées le mercredi 9 mars 2011.
| École                                 | Harmonie      | Harmonie      | Harmonie      | Harmonie      | Harmonie      | Porte-drapeau et mestre-sala | Porte-drapeau et mestre-sala | Porte-drapeau et mestre-sala | Porte-drapeau et mestre-sala | Porte-drapeau et mestre-sala | Impression d'ensemble | Impression d'ensemble | Impression d'ensemble | Impression d'ensemble | Impression d'ensemble | Évolution     | Évolution     | Évolution     | Évolution     | Évolution     | Comissão de Frente | Comissão de Frente | Comissão de Frente | Comissão de Frente | Comissão de Frente | Costumes      | Costumes      | Costumes      | Costumes      | Costumes      | Allégorie et accessoires | Allégorie et accessoires | Allégorie et accessoires | Allégorie et accessoires | Allégorie et accessoires | Enredo (thème) | Enredo (thème) | Enredo (thème) | Enredo (thème) | Enredo (thème) | Batterie      | Batterie      | Batterie      | Batterie      | Batterie      | Samba-enredo  | Samba-enredo  | Samba-enredo  | Samba-enredo  | Samba-enredo  | Pénalités     | Total |
| ------------------------------------- | ------------- | ------------- | ------------- | ------------- | ------------- | ---------------------------- | ---------------------------- | ---------------------------- | ---------------------------- | ---------------------------- | --------------------- | --------------------- | --------------------- | --------------------- | --------------------- | ------------- | ------------- | ------------- | ------------- | ------------- | ------------------ | ------------------ | ------------------ | ------------------ | ------------------ | ------------- | ------------- | ------------- | ------------- | ------------- | ------------------------ | ------------------------ | ------------------------ | ------------------------ | ------------------------ | -------------- | -------------- | -------------- | -------------- | -------------- | ------------- | ------------- | ------------- | ------------- | ------------- | ------------- | ------------- | ------------- | ------------- | ------------- | ------------- | ----- |
| Unidos da Tijuca                      | 10            | 10            | 9,9           | 9,9           | 9,8           | 10                           | 9,9                          | 9,9                          | 10                           | 9,9                          | 9,8                   | 9,9                   | 10                    | 9,9                   | 9,9                   | 9,9           | 9,9           | 9,8           | 10            | 9,9           | 10                 | 10                 | 10                 | 10                 | 10                 | 9,9           | 10            | 10            | 10            | 10            | 10                       | 9,8                      | 10                       | 10                       | 10                       | 10             | 9,8            | 9,8            | 9,9            | 9,9            | 10            | 9,8           | 10            | 10            | 10            | 10            | 10            | 9,8           | 9,9           | 9,9           | 0             | 298,4 |
| Acadêmicos do Grande_Rio              | Hors concours | Hors concours | Hors concours | Hors concours | Hors concours | Hors concours                | Hors concours                | Hors concours                | Hors concours                | Hors concours                | Hors concours         | Hors concours         | Hors concours         | Hors concours         | Hors concours         | Hors concours | Hors concours | Hors concours | Hors concours | Hors concours | Hors concours      | Hors concours      | Hors concours      | Hors concours      | Hors concours      | Hors concours | Hors concours | Hors concours | Hors concours | Hors concours | Hors concours            | Hors concours            | Hors concours            | Hors concours            | Hors concours            | Hors concours  | Hors concours  | Hors concours  | Hors concours  | Hors concours  | Hors concours | Hors concours | Hors concours | Hors concours | Hors concours | Hors concours | Hors concours | Hors concours | Hors concours | Hors concours | Hors concours | 0     |
| Estação Primeira de Mangueira         | 10            | 10            | 10            | 10            | 9,6           | 10                           | 10                           | 10                           | 10                           | 9,8                          | 9,8                   | 10                    | 10                    | 9,8                   | 9,6                   | 9,8           | 10            | 10            | 10            | 9,7           | 10                 | 10                 | 9,9                | 10                 | 9,8                | 9,9           | 10            | 9,5           | 10            | 9,7           | 9,5                      | 9                        | 9,3                      | 9,8                      | 9,6                      | 10             | 10             | 10             | 10             | 10             | 9,9           | 9,9           | 10            | 10            | 9             | 10            | 10            | 10            | 10            | 10            | 0             | 297,2 |
| Beija-Flor de Nilópolis               | 10            | 10            | 10            | 10            | 10            | 9,9                          | 10                           | 9,9                          | 10                           | 10                           | 10                    | 10                    | 10                    | 10                    | 10                    | 9,9           | 10            | 10            | 10            | 10            | 10                 | 10                 | 10                 | 10                 | 9,8                | 10            | 10            | 10            | 10            | 10            | 10                       | 10                       | 10                       | 10                       | 10                       | 10             | 10             | 10             | 10             | 10             | 9,9           | 10            | 10            | 10            | 10            | 10            | 10            | 9,9           | 9,8           | 10            | 0             | 299,8 |
| Unidos de Vila Isabel                 | 10            | 10            | 9,9           | 10            | 9,8           | 10                           | 9,9                          | 9,8                          | 10                           | 9,9                          | 9,8                   | 10                    | 9,9                   | 10                    | 9,7                   | 10            | 10            | 9,9           | 10            | 9,8           | 9,8                | 9,9                | 9,8                | 9,8                | 9,7                | 10            | 10            | 9,7           | 10            | 9,9           | 9,9                      | 9,6                      | 9,7                      | 10                       | 9,9                      | 9,7            | 9,9            | 9,8            | 10             | 9,8            | 9,9           | 9,8           | 9,9           | 9,7           | 10            | 9,8           | 9,7           | 10            | 10            | 10            | 0             | 297   |
| Acadêmicos do Salgueiro               | 10            | 10            | 9,9           | 10            | 9,8           | 10                           | 10                           | 9,9                          | 9,9                          | 9,9                          | 9,8                   | 10                    | 9,8                   | 9,9                   | 9,8                   | 9,8           | 10            | 9,5           | 9,8           | 9,6           | 9,9                | 10                 | 10                 | 10                 | 10                 | 10            | 10            | 10            | 10            | 10            | 9,8                      | 9,8                      | 9,8                      | 9,9                      | 9,9                      | 9,8            | 10             | 9,8            | 9,9            | 10             | 9,9           | 9,7           | 10            | 9,8           | 10            | 9,9           | 9,8           | 10            | 10            | 10            | 1,0           | 296,2 |
| Imperatriz Leopoldinense              | 10            | 9,8           | 9,9           | 9,7           | 9,9           | 9,9                          | 9,9                          | 9,9                          | 9,8                          | 10                           | 9,8                   | 9,6                   | 9,8                   | 9,7                   | 9,8                   | 9,9           | 9,8           | 9,9           | 9,9           | 10            | 10                 | 9,9                | 10                 | 10                 | 9,9                | 9,8           | 9,8           | 9,7           | 9,8           | 9,7           | 9,6                      | 9                        | 9,6                      | 9,9                      | 9,8                      | 9,9            | 9,7            | 9,9            | 9,9            | 9,8            | 10            | 10            | 9,9           | 10            | 9,6           | 9,9           | 9,8           | 9,8           | 9,8           | 9,9           | 0             | 295,5 |
| Portela                               | Hors concours | Hors concours | Hors concours | Hors concours | Hors concours | Hors concours                | Hors concours                | Hors concours                | Hors concours                | Hors concours                | Hors concours         | Hors concours         | Hors concours         | Hors concours         | Hors concours         | Hors concours | Hors concours | Hors concours | Hors concours | Hors concours | Hors concours      | Hors concours      | Hors concours      | Hors concours      | Hors concours      | Hors concours | Hors concours | Hors concours | Hors concours | Hors concours | Hors concours            | Hors concours            | Hors concours            | Hors concours            | Hors concours            | Hors concours  | Hors concours  | Hors concours  | Hors concours  | Hors concours  | Hors concours | Hors concours | Hors concours | Hors concours | Hors concours | Hors concours | Hors concours | Hors concours | Hors concours | Hors concours | Hors concours | 0     |
| Unidos do Porto da Pedra              | 9,8           | 9,7           | 9,7           | 9,7           | 10            | 9,9                          | 9,8                          | 9,8                          | 9,6                          | 9,9                          | 9,9                   | 9,6                   | 9,8                   | 9,7                   | 9,7                   | 9,9           | 9,7           | 9,7           | 9,7           | 9,8           | 9,7                | 9,9                | 10                 | 9,8                | 9,8                | 9,8           | 9,9           | 9,7           | 9,7           | 9,7           | 9,7                      | 8,7                      | 9,5                      | 9,9                      | 9,7                      | 9,7            | 10             | 9,8            | 9,7            | 10             | 10            | 10            | 9,8           | 9,8           | 9,8           | 10            | 10            | 9,6           | 9,8           | 9,8           | 0             | 293,4 |
| União da Ilha do Governador           | Hors concours | Hors concours | Hors concours | Hors concours | Hors concours | Hors concours                | Hors concours                | Hors concours                | Hors concours                | Hors concours                | Hors concours         | Hors concours         | Hors concours         | Hors concours         | Hors concours         | Hors concours | Hors concours | Hors concours | Hors concours | Hors concours | Hors concours      | Hors concours      | Hors concours      | Hors concours      | Hors concours      | Hors concours | Hors concours | Hors concours | Hors concours | Hors concours | Hors concours            | Hors concours            | Hors concours            | Hors concours            | Hors concours            | Hors concours  | Hors concours  | Hors concours  | Hors concours  | Hors concours  | Hors concours | Hors concours | Hors concours | Hors concours | Hors concours | Hors concours | Hors concours | Hors concours | Hors concours | Hors concours | Hors concours | 0     |
| São Clemente                          | 9,9           | 9,6           | 9,7           | 9,5           | 9,7           | 9,8                          | 9,7                          | 9,7                          | 9,8                          | 10                           | 9,7                   | 9,7                   | 9,7                   | 9,7                   | 9,5                   | 9,7           | 9,6           | 9,7           | 9,7           | 9,8           | 9,7                | 9,8                | 9,8                | 9,6                | 9,8                | 9,6           | 9,9           | 9,4           | 9,7           | 9,8           | 9,6                      | 9,2                      | 9,4                      | 9,6                      | 9,5                      | 9,9            | 9,6            | 9,9            | 9,7            | 9,7            | 9,7           | 9,4           | 9,6           | 9,9           | 9,6           | 9,8           | 9,7           | 9,6           | 9,8           | 9,9           | 0             | 290,9 |
| Mocidade Independente de Padre Miguel | 9,9           | 9,9           | 9,8           | 10            | 10            | 9,8                          | 9,9                          | 9,8                          | 9,9                          | 9,8                          | 10                    | 9,8                   | 10                    | 9,8                   | 10                    | 9,9           | 9,9           | 10            | 10            | 10            | 9,8                | 9,9                | 9,9                | 9,9                | 9,7                | 9,9           | 9,8           | 10            | 10            | 10            | 9,7                      | 8,9                      | 9,9                      | 9,8                      | 9,6                      | 9,8            | 9,7            | 9,9            | 9,8            | 9,6            | 10            | 9,8           | 9,7           | 9,7           | 9,2           | 9,8           | 9,9           | 9,7           | 9,7           | 10            | 0             | 295,5 |

## Groupe d'Accession
| Position | École                     | Points | Pénalité |
| -------- | ------------------------- | ------ | -------- |
| 1        | Renascer de Jacarepaguá   | 299,9  |          |
| 2        | Unidos do Viradouro       | 299    |          |
| 3        | Estácio de Sá             | 298,7  |          |
| 4        | Acadêmicos do Cubango     | 298,2  |          |
| 5        | Acadêmicos de Santa Cruz  | 297,7  |          |
| 6        | Império Serrano           | 297,3  |          |
| 7        | Império da Tijuca         | 297,2  |          |
| 8        | Inocentes de Belford Roxo | 297,1  |          |
| 9        | Acadêmicos da Rocinha     | 297,1  |          |
| 10       | Caprichosos de Pilares    | 293,9  |          |
| 11       | Alegria da Zona Sul       | 291,8  |          |

Renascer de Jacarepaguá rejoint donc le Groupe Spécial. Alegria da Zona Sul et Caprichosos de Pilares sont reléguées.

## Autres groupes et bandes
Environs 500 bandes (blocos) ont défilé dans les rues de Rio de Janeiro cette année.

## Le tourisme
La ville attend aux environs de 750 000 touristes pendant la periode du carnaval. Le taux d'occupation des hôtels est de 95 %, allant jusqu'à 97 % dans les quartiers touristiques, en particulier celui de Copacabana. Les autorités locales attribuent ces chiffres aux operations coup de poing de la police dans les favelas.

Chaque année des guest-star assistent au défilé, cette année on retrouve notamment Vincent Cassel ou encore Pamela Anderson.